# Günther Bornkamm
Günther Bornkamm (8 octobre 1905-18 février 1990) est un bibliste et théologien allemand protestant, professeur à l'université de Heidelberg et spécialiste du Nouveau Testament.

## Biographie
Il est étudiant auprès de Rudolf Bultmann avec Ernst Käsemann (Tübingen), Ernst Fuchs (de) (Marbourg) et Hans Conzelmann (Göttingen). Comme Bultmann et Käsemann, il est président de la Studiorum Novi Testamenti Societas.
Il est un partisan de la seconde quête du  Jésus historique (Albert Schweitzer) et suggère une relation étroite entre Jésus et la théologie de l'Église primitive.
Il est l'un des principaux représentants de la méthode d'exégèse biblique connue sous le nom de Redaktionsgeschichte (critique de la rédaction).